# Mizozatus flavidus
 (avril 2021).
Genre
Espèce
Mizozatus flavidus, unique représentant du genre Mizozatus, est une espèce d'opilions eupnois de la famille des Phalangiidae.

## Distribution
Cette espèce est endémique des îles Kouriles en Russie.

## Publication originale
- Nakatsuji, 1937 : « Notes on a new genus and two new species of Arachnida from the island of Paramushir, Northern Kuriles, Japan. » Tokyo Nogyo Daigaku - Journal of Agricultural Science, vol. 1, p. 22–27.